# Michael Umaña
Míchael Umaña Corrales, né le 16 juillet 1982, est un footballeur international costaricien. Il joue au poste de défenseur.

## Biographie

### En équipe nationale
Il a participé à la Gold Cup CONCACAF en 2003, à la Copa América en 2004 et au tournoi de football des Jeux olympiques d'été de 2004.
Umaña participe à la Coupe du monde 2006 avec l'équipe du Costa Rica.

## Palmarès
- Avec le  Galaxy de Los Angeles :
  - Vainqueur de la Coupe MLS en 2005
  - Vainqueur de la Coupe des États-Unis en 2005